# Sekcja Lotnicza Koła Mechaników Studentów Politechniki Warszawskiej
Sekcja Lotnicza Koła Mechaników Studentów Politechniki Warszawskiej – polska organizacja lotnicza działająca przy Politechnice Warszawskiej.

## Historia
Sekcja została utworzona w 1916 r. przez Ryszarda Bartla, Zygmunta Brunera i Franciszka Suchosa. W czasie I wojny światowej przerwała swą działalność, wznosiła ją w 1921 r. z inicjatywy Ryszarda Bartla. W 1921 r. Sekcja wystąpiła z inicjatywą zorganizowania I Konkursu Ślizgowców, na który przygotowano szybowiec SL-1 Akar. Ten szybowiec, pilotowany przez Tadeusza Karpińskiego i Ryszarda Bartla, wygrał w tym konkursie. W 1924 r. członkowie Sekcji skonstruowali szybowce SL-2 Czarny Kot oraz SL-3, które wzięły udział w II Wszechpolskim Konkursie Szybowcowym w 1925 r. na Oksywiu.
W 1925 r. Sekcja uzyskała pomieszczenie w podziemiach nowego gmachu laboratorium hydraulicznego Politechniki Warszawskiej, które zostało zaadaptowane na warsztat. W 1926 r. w warsztatach powstał prototyp samolotu JD-2, w 1927 r. samolot WR-1 Stanisława Rogalskiego i Stanisława Wigury, w 1928 r. zbudowano w nich ślizgacz wodny konstrukcji Antoniego Kocjana oraz prototypy samolotów PS-1 Stanisława Praussa i RWD-1 Stanisława Rogalskiego, Stanisława Wigury i Jerzego Drzewieckiego.
W 1929 r. w warsztatach Sekcji podjęto produkcję małych serii samolotów, wykonano trzy egzemplarze JD-2, trzy RWD-2 oraz cztery RWD-4. W 1930 r. warsztaty zostały przeniesione na lotnisko Okęcie. Zbudowano tam prototyp RWD-3, trzy RWD-2 i dziesięć RWD-4. W 1933 r. warsztaty stały się niezależną od Sekcji firmą i kontynuowały działalność jako Doświadczalne Warsztaty Lotnicze.
W następnych latach studenci-członkowie Sekcji kontynuowali działalność konstruktorską, powstały kolejne konstrukcje: motoszybowiec AMA, wodnoszybowiec MT-1, motoszybowiec MIP Smyk, szybowiec WJ-3 oraz samolot RS-III. W latach 1937–1938, pod kierownictwem prof. Gustawa Mokrzyckiego zaprojektowany został samolot bezogonowy SSS, ale nie doszło do jego zbudowania.
Wybuch II wojny światowej przerwał działalność Sekcji. Jej wznowienie nastąpiło na przełomie lat 1945/1946. Obecnie, od roku 1991, na Politechnice Warszawskiej funkcjonuje Międzywydziałowe Studenckie Koło Naukowe SAE.